# Marie Tereza Luisa Savojská
Marie Tereza Luisa Savojská (často psaná jen Marie Luisa; 8. září 1749 Turín – 3. září 1792 Paříž) byla francouzská šlechtična italského původu a důvěrnice královny Marie Antoinetty, zavražděná během zářijových masakrů za francouzské revoluce. Narodila se jako savojská princezna (její rodné italské jméno bylo Maria Teresa Luisa di Savoia-Carignano) a sňatkem s bourbonským princem se stala kněžnou z Lamballe (francouzsky princesse de Lamballe; česky překládáno také kněžna z Lamballe) a členkou francouzské královské rodiny. Jako dvorní dáma a superintendantka domácnosti královny Marie Antoinetty byla její nejbližší důvěrnicí, dobrovolně ji následovala do zajetí a byla zabita pařížskou lůzou poté, co odmítla složit přísahu proti monarchii.

## Život
Marie Luisa Savojská byla čtvrtou dcerou Ludvíka Viktora Savojského, prince z Carignana, praděda krále Karla Alberta, a Kristýny Jindřišky Hesensko-Rheinfelsko-Rothenburské.
V roce 1767 se provdala za Ludvíka Alexandra Bourbonského, prince de Lamballe (1747–1768), syna vévody Ludvíka Bourbonského, vnuka hraběte z Toulouse a pravnuka Ludvíka XIV. Když její manžel o rok později zemřel, ona a její tchán se odstěhovali na zámek Rambouillet. Tam žila až do sňatku dauphina Ludvíka Augusta (budoucího Ludvíka XVI.), a poté se vrátila ke dvoru ve Versailles.
Královna Marie Antoinetta si kněžnu de Lamballe vybrala jako svou nejbližší společnici a důvěrnici. Kněžna byla velmi nestálá a nervózní, ale také mimořádně loajální. Podle současných poznatků zřejmě trpěla mírnou formou epilepsie, jež byla příčinou toho, že bývala i po několik hodin v bezvědomí. Po svém nástupu na trůn ji Marie Antoinetta jmenovala i proti odporu krále superintendantkou (ředitelkou) královské domácnosti. V letech 1776–1785 se podařilo ji odstavit madame de Polignac, když však královnu unavila chamtivost rodiny Polignaců, znovu se obrátila k madame de Lamballe. Od roku 1785 až do francouzské revoluce byla kněžna de Lamballe nejbližší přítelkyní Marie Antoinetty.

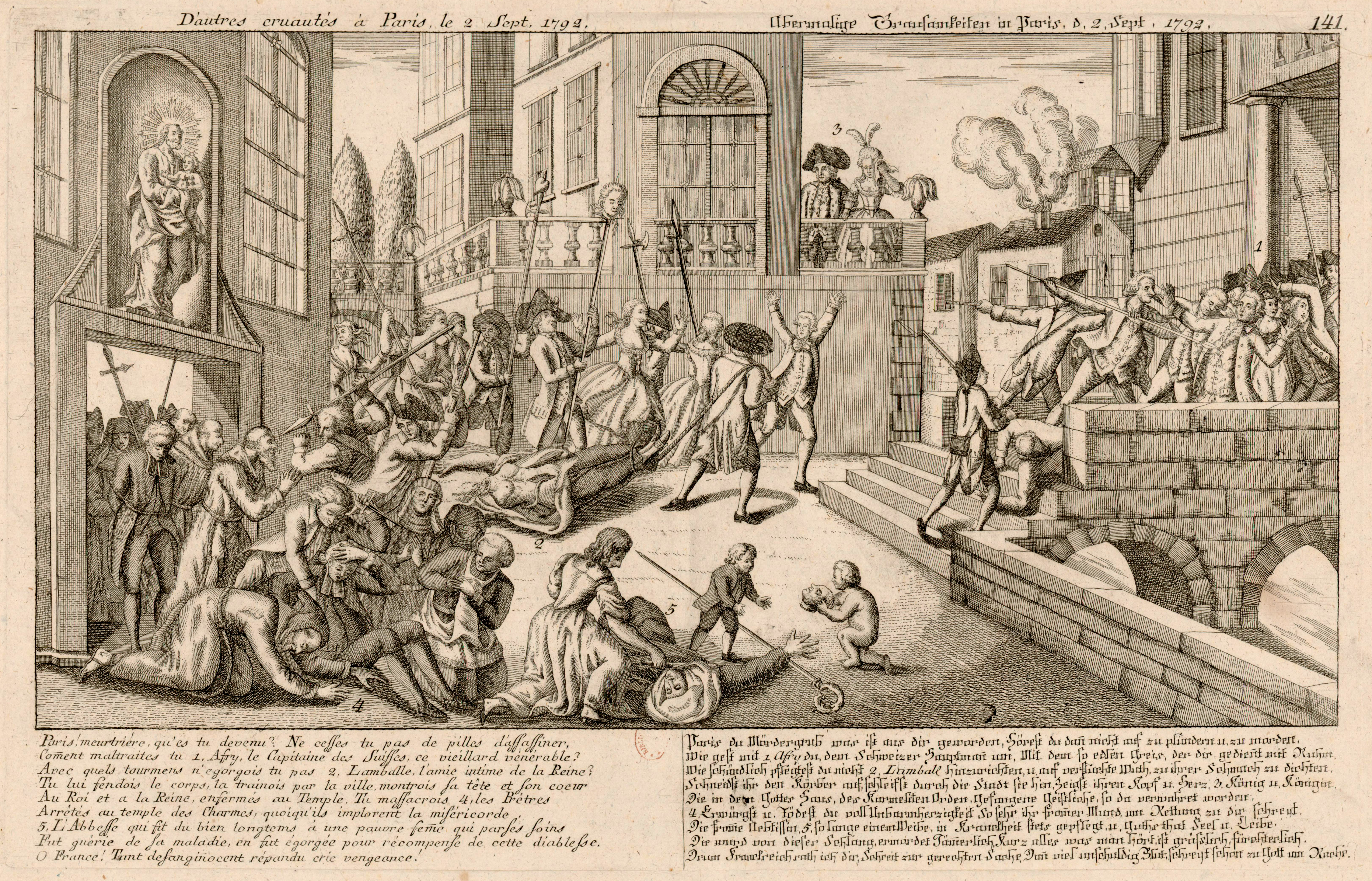
Zářijové masakry v Paříži, dobová rytina, vražda kněžny de Lamballe je uprostřed obrázku s číslem 2

Dne 6. října 1789, v tzv. den poissardů, převezli ozbrojenci povstalecké Národní gardy královskou rodinu z Versailles do revoluční Paříže. V Tuilerijském paláci sloužil kněžnin salon jako místo setkání královny a členů Národního shromáždění. Tato setkání se konala jednou za měsíc a byla jedinou významnou společenskou událostí, které se královna účastnila. Kněžna de Lamballe v roce 1791 odcestovala do Anglie, kde se snažila získat pomoc pro královskou rodinu, a po návratu pokračovala ve službách královně až do 10. srpna 1792, dne útoku na Tuileries. Poté byli dvořané uvězněni v Tour du Temple, bývalém hradu templářských rytířů. Povstalci měli podezření, že madam de Lamballe je osobou, od níž pocházejí všechny intriky proti revolučnímu hnutí v Paříži.
Dne 19. srpna 1792 byla kněžna převezena do vězení La Force. Nebyla jediná z dvořanů, která byla toho dne oddělena od královské rodiny; uvězněny byly také madame de Tourzel, vychovatelka následníka trůnu, a její dcera Pauline. Předpokládá se však, že hrabě Mirabeau dokázal madame de Tourzel a její dceru z vězení dostat pomocí velkého úplatku. Snažil se osvobodit také paní de Lamballe, ale žádná z jím nabízených částek nebyla dost vysoká.
Když kněžna de Lamballe odmítla u soudu složit přísahu proti monarchii, byla 3. září 1792 předána davu pařížské lůzy. Následovalo týrání a vražda. Její hlavu poté nabodli na kopí a odnesli před okna vězení Marie Antoinetty.